# فهد خلفان (لاعب كرة قدم قطري)
فهد خلفان البلوشي (مواليد 23 مارس 1992) هو لاعب كرة قدم قطري يجيد اللعب كمهاجم لصالح نادي مسيمير. كما أنه لعب لصالح منتخب قطر.
لعب لأندية الريان والسيلية و الشحانية وقطر و العربي و أم صلال و الأهلي والخريطيات ومسيمير.

## المسيرة الدولية
تلقى خلفان استدعاء إلى منتخب قطر بعد أداءه المتميز مع الريان في ما قبل الموسم. حقق خلفان أول ظهور له مع المنتخب الوطني في مباراة ودية ضد البحرين في 3 سبتمبر 2010 في سن 18. كان أول خريج من أسباير يلعب لمنتخب قطر الأول.
أصبح مشهوراً بسبب أحد أعظم الأخطاء في منافسات كرة القدم في 15 نوفمبر 2010. في المباراة ضد أوزبكستان في دورة الألعاب الآسيوية 2010، اعترض خلفان تمريرة إلى مرمى المنافس ثم راوغ حتى أصبح في وضع كان على بعد ياردة من المرمى المفتوح. بدلاً من استغلال الكرة في المرمى الخالي بقدمه اليمنى، حاول التسديد بقوة من مقدمة قدمه اليسرى مما تسبب في اصتدام الكرة بالقائم وارتدادها 16 ياردة في الميدان. حاول زميله إنقاذ الخطوة السيئة من خلال صناعة تسديدة على المرمى، والتي ارتفعت عدة أمتار فوق العارضة. خسرت قطر في وقت لاحق المباراة وأقصيت في ربع النهائي من دورة الألعاب الآسيوية 2010.

## روابط خارجية
- فهد خلفان على موقع قاعدة بيانات كرة القدم.إي يو (الإنجليزية)
- فهد خلفان على موقع ناشيونال فوتبول تيمز (الإنجليزية)
- فهد خلفان على موقع Soccerway.com (الإنجليزية)
- فهد خلفان على موقع عالم كرة القدم.نت (الإنجليزية)